# خنفسيات ممثلة
خنفسيات ممثلة أو خنافس المهرجة أو فصيلة هيستيريدي (الاسم العلمي Histeridae)، هي فصيلة حشرات من الخنافس. وهي مجموعة خنافس متنوعة جدًا تضم 3،900 نوعًا تنتشر  في جميع أنحاء العالم.